# Sun Yanan
Sun Yanan (em chinês:  孙亚楠, Sūn Yànán; Fengcheng, 15 de setembro de 1992) é uma lutadora de estilo-livre chinesa, medalhista olímpica.

## Carreira
Sun competiu na Rio 2016, na qual conquistou a medalha de bronze, na categoria até 48 kg.